# Mervent
Mervent är en kommun i departementet Vendée i regionen Pays de la Loire i västra Frankrike. Kommunen ligger i kantonen Saint-Hilaire-des-Loges som tillhör arrondissementet Fontenay-le-Comte. År 2022 hade Mervent 1 073 invånare.

## Befolkningsutveckling
Antalet invånare i kommunen Mervent
| Referens: INSEE |